# 설인검
설인검(薛仁儉, ?-?)은 고려 후기의 문신으로, 본관은 순창(淳昌)이다. 설신(薛愼)의 3남이며, 설공검(薛公儉)의 동생이다.

## 생애
자세한 출사 경위는 알 수 없다.
1256년(고종 43) 합주부사(陜州副使)로 재직 중, 최항(崔沆)을 비방했다는 학록(學錄) 정함(鄭瑊)의 참소를 받아, 남해현령(南海縣令) 정고(鄭皐), 급제(及第) 유여해(兪汝諧), 승려 명취(明就) 등과 함께 바닷섬으로 유배되었다.
1271년(원종 12) 세자(훗날의 충렬왕)를 수행해 원에 간 것으로 보이며, 이듬해 다른 수행원들이 고려로 돌아가고 싶어서 세자에게 귀국을 권했을 때, 김서(金忄胥) 등과 함께 이를 만류하여 그만두게 했다.
이후 관직이 사재경(司宰卿)에 이르렀다.

## 가족 관계
- 증조 - 설정숙(薛挺叔)[6] : 사문박사(四門博士)
  - 조부 - 설선필(薛宣弼)[6] : 검교군기감(檢校軍器監)
    - 아버지 - 설신(薛愼, ? ~ 1251년) : 추밀원부사(樞密院副使)·형부상서(刑部尙書)·한림학사승지(翰林學士承旨)
    - 어머니 - 고공낭중(考功郞中) 최입기(崔立基)의 딸[6]
      - 형 - 설공검(薛公儉, 1224년 ~ 1302년)[7] : 도첨의중찬(都僉議中贊), 문량공(文良公), 충렬왕(忠烈王)의 배향공신
      - 형 - 이름 미상, 조계종(曹溪宗)의 승려가 되어 보문사(普門寺)의 주지를 지냄[6]
      - 부인 - 미상
        - 장남 - 설원창(薛原敞)[7]
        - 차남 - 설원지(薛原止)[7] : 좌정언(左正言)
        - 사위 - 김선(金瑄)[5] : 부지밀직사사(副知密直司事)·전법판서(典法判書)·상장군(上將軍), 김승용(金承用, 1268년 ~ 1329년)·김승택(金承澤, ? ~ 1358년) 형제의 아버지